# Kasepuhan

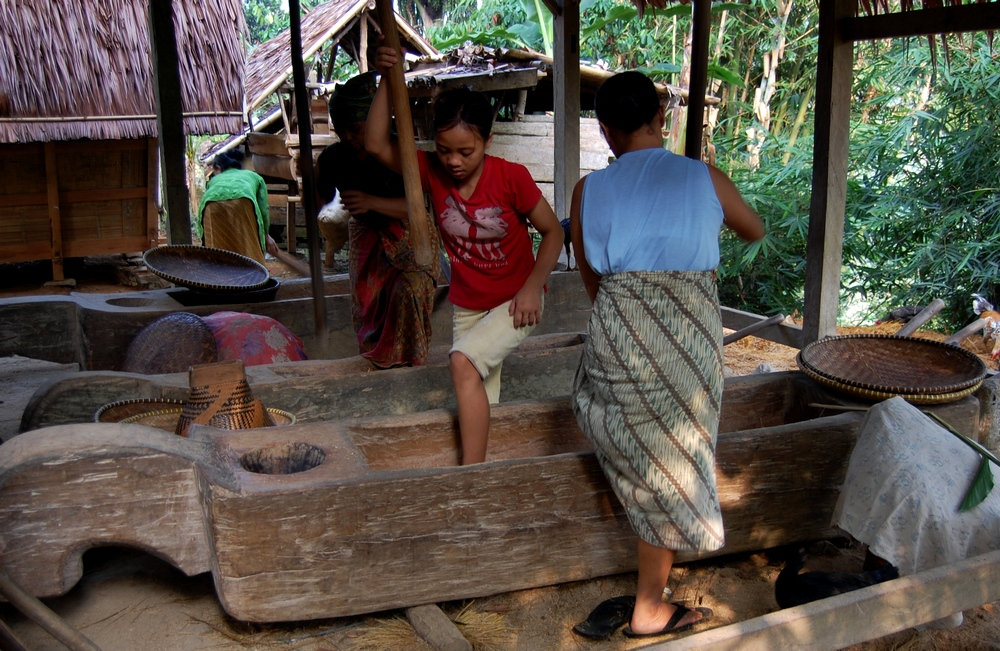
Pilonnage traditionnel du riz dans le village de Sirnarasa

Les Kasepuhan sont une communauté coutumière d'Indonésie d'environ 5 300 personnes qui vit dans la partie sud du parc national Halimun Salak, situé dans la province de Java occidental en Indonésie. Le parc est situé à cheval sur les kabupaten de Bogor et Sukabumi dans Java occidental, et de Lebak dans la province de Banten. Leur territoire inclut les villages de :
- Bayah,
- Cibedug,
- Cicarucub,
- Ciptagelar, qui lui-même est divisé en Ciptamulya et Sirnaresmi,
- Cisitu,
- Cisungsang,
- Citorek,
- Urug.

D'après la tradition, les Kasepuhan vivent là depuis 1430. Jusque-là, leurs ancêtres vivaient dans la région de Bogor. À cette époque, la région était le siège du royaume de Pajajaran, dont les rois étaient hindouistes. 
Les Kasepuhan affirment être apparentés aux Baduy, une autre communauté traditionnelle de Java occidental.
Aujourd'hui, les Kasepuhan se disent musulmans. Toutefois, ils n'observent pas strictement toutes les règles de l'islam. Tout comme leurs ancêtres, ils ont combiné plusieurs des traditions et des religions avec leur propre tradition Kasepuhan, c'est qu'ils sont influencés par l'islam, soundanais traditions, Pajajaran traditions et, par conséquent, l'hindouisme et l'animisme également.
Les Kasepuhan sont presque autosuffisants pour leur alimentation. Ils vivent principalement de l'agriculture. Les activités agricoles peuvent être divisées en trois catégories : sawah (rizière irriguée), ladang (riziculture sèche) et kebun (vergers). Environ 85 % des terres agricoles des Kasepuhan sont en sawah, 10 % en ladang et 5 % en kebun.